# 아사히 방송
아사히 방송 그룹 홀딩스 주식회사(일본어: 朝日放送グループホールディングス株式会社, Asahi Broadcasting Group Holdings Corporation)은 간사이, 수도권 2번째 민영 라디오 방송사이자 1번째 텔레비전 방송사이다.
ANN의 준 중심방송국으로 간사이 지역(긴키 광역권)을 대상으로 방송을 실시하고 있으며 약칭은 ABC, 라디오 호출부호는 JONR, 텔레비전 호출부호는 JOAY-DTV이다.

## 연혁

### 아사히 방송(라디오) 개국
- 1949년 가을, 아사히 신문 도쿄 본사내에 아사히 방송 설립 준비위원회를 설치.(이 때 「ABC」라는 약칭도 정해졌다.)
- 1949년 12월 15일, 도쿄·오사카에서 「아사히 방송 주식회사」 설립 신청을 우정청에 제출.
- 1950년 12월 도쿄의 「아사히 방송」이 「도쿄방송」(광고회사 덴츠의 자회사, 현재의 도쿄방송과 관계 없음), 「요미우리방송」(현재의 요미우리TV와 관계없음), 「라디오 닛폰」(마이니치 신문 계열·현재의 RF라디오닛폰과는 무관계)과 합작해 라디오도쿄(JOKR. 현재의 TBS라디오)의 일부가 된다.
- 1951년 2월 26일 신일본방송(현·마이니치 방송, 마이니치 신문계열)과의 공동출자에 실패
- 1951년 3월 15일 창립총회를 열면서, 회사 설립.
- 1951년 4월 21일 신일본 방송과 함께 예비 면허를 획득.
- 1951년 11월 11일 신일본 방송에 이어 긴키지역 민영방송국으로서는 2번째, 일본에서 3번째로 중파방송을 개시.
- 1958년 4월 1일, 본사를 신아사히 빌딩 10~13층으로 이전. 이전과 동시에 같은 빌딩 지하에 공개 방송용 홀인 ABC 홀(초대, 현재의 리사이틀 홀)이 오픈.

### 오사카 TV 방송
오사카 TV 방송은 1956년 긴키 지역에서 처음으로 개국한 텔레비전 방송국이며 현재의 아사히 방송의 전신 중 하나로 당초에는 니혼TV와 라디오 도쿄(현재의 TBS)의 크로스 네트워크 방송국이었지만 자본 관계, 요미우리 TV 방송의 개국 준비등 여러 가지 이유로 라디오 도쿄 계열국에 가까운 편성을 보였다.
- 신일본방송과의 합작 기업인 오사카TV는 1956년 12월 1일 텔레비전 방송을 개시했지만 얼마 되지 않아 ABC와의 합병을 결정했다.이에 신일본방송은 마이니치방송이란 이름으로 독자적인 텔레비전 방송을 개시하게 되어 합작은 2년 만에 종료되었다.

#### 오사카 TV 방송 개국
- 1952년 8월 신일본방송·마이니치 신문·아사히 신문과 공동으로 「오사카 텔레비전 방송」이란 이름으로 텔레비전 면허를 신청.
- 1953년 3월 오사카 텔레비전 설립 준비위원회를 설치.
- 1953년 8월 정식회사명을 「오사카 텔레비전 방송 주식회사」로 결정하고 약칭을 「OTV」로 결정.
- 1954년 12월 3일, 텔레비전 예비 면허 취득.
- 1955년 5월 25일, 회사 설립.
- 1956년 12월 1일, 텔레비전 방송 개시.(JOBX-TV 6ch, 주부닛폰 방송도 같은 날에 개국) 니혼TV와 라디오도쿄(현재의 TBS)의 크로스넷 방송국 으로서 방송을 시작했다.

#### 아사히 방송과의 합병과정
- 1958년 8월 28일 요미우리TV 개국에 따라 오사카 TV 방송은 라디오도쿄와 네트워크 관계를 맺게 되었다.
- 12월 23일 ABC와의 합병 계약을 조인.
- 1959년 1월 26일 오사카 TV 방송 자본중 마이니치방송(신일본방송의 새이름)의 출자분을 ABC가 인수해 마이니치 방송측 직원은 다음날 오사카 TV 방송에서 퇴사했다.
- 3월 1일 마이니치방송 텔레비전 방송 개시에 수반해 오사카 TV 방송의 호칭이 「아사히방송 오사카TV」가 되었고 약칭도 「OTV」에서 「ABC-OTV」로 변경된다.
- 6월 1일 ABC에서 오사카 TV 방송을 합병해 중파·텔레비전 겸영 방송국 ABC (정식 명칭은 아사히 방송 TV 방송사업부)가 탄생했다.(동시에 콜사인을 JOBX-TV에서 JONR-TV로 변경.)
  - 참고로 오사카TV의 사옥은 1966년까지 텔레비전 방송용 사옥으로 계속 이용되었다.

### 합병이후의 연혁
- 1959년 6월 1일 오사카 TV 방송을 합병하면서 텔레비전 네트워크 관계도 그대로 유지되어 라디오 도쿄(KRT. 현재의 도쿄방송) 계열 네트워크 준 중심방송국이 되었다. 그러나 당시 KRT는 마이니치 신문과 관계가 깊었는데 아사히방송은 아사히신문 측과 관계가 깊었다.또한 아사히신문은 이 해 개국한 NET-TV(현재의 TV 아사히)의 뉴스 프로그램에 관여하면서 NET-TV와의 관계를 강화시켰지만 간사이 지역 준 중심방송국은 마이니치 신문과 관계가 깊은 마이니치 방송이었다.이 상태를 일본신문자본에서는 「장염전」이라고 부르고 있었다.
- 1960년 9월 10일, 컬러 텔레비전 방송 개시.오사카 지구에서는 NHK, 요미우리 TV 방송, 도쿄 지구에서는 NHK, 니혼TV, 도쿄방송과 동시시작(일본 최초).
- 1966년 6월 1일, 오사카 시 오요도 구(현재의 기타 구)오요도미나미의 구 칸사이 오오쿠라 학원 부지에 신사옥을 완성, 나카노시마에서 본사・라디오 부문이, 도지마에서 텔레비전 부문이 각각 이전, 텔레비전・라디오 공동으로 같은 날부터 신사옥에서의 방송을 개시했다. 또, 신사옥 부지내에는 ABC 홀(2대째)이 오픈해, 나카노시마의 ABC 홀(초대)은 SAB 홀로 개칭.
- 1975년 3월 31일 TBS와의 네트워크 관계를 해소하고 NET-TV와 새롭게 네트워크 관계를 맺었다(일본에서는 이 사건을「장염전」 해소라고 부른다).
- 1978년 11월 23일 오전 5시를 기점으로 라디오 주파수를 1010KHz에서 현재의 1008KHz로 변경.
- 1989년 4월 1일 로고표시를 한자로 쓴 朝日放送에서 영어로 쓴 ABC로 변경, 텔레비전 방송국 통칭을 「ABC-TV」로, 라디오의 통칭을 「ABC라디오」로 변경.
- 1992년 3월 15일 오전 9시부터 라디오 AM스테레오 본방송을 개시했다(마이니치방송, TBS 라디오, 분카 방송, 닛폰방송도 같은날 동시시작).
- 1993년 마이니치 방송 대신 민간방송 교육협회에 가입하게 된다.
- 1995년 1월 17일 일기예보 프로그램 생방송 시작 직후 한신·아와지 대지진이 발생해 당시 스튜디오 내부와 외부 카메라에서 지진당시의 영상이 기록되어 후에 그 영상을 정리한 테이프등이 출시되었다.
- 1995년 8월 텔레비전 24시간 방송 개시(방송 종료후에 필러영상을 송출했다).
- 2001년 3월 23일 일본 방송국 중 최초로 국제 환경 규격 「ISO 14001」을 인증 취득했다.
- 2003년 12월 1일 오전 11시 지상파 디지털 텔레비전 방송(JONR-DTV) 방송 개시.
- 2008년 1월 1일 4번째 새 로고가 등장.
- 2008년 6월 23일 신 사옥이 오사카부 오사카시 후쿠시마구로 이전되었다.
- 2010년 3월 14일 라디오 AM스테레오 방송 종료.
- 2011년 7월 25일 지상파 아날로그 텔레비전 방송 종료.
- 2016년 3월 19일 이코마 FM 보완중계국 개국
- 2018년 4월 1일 (구) 아사히 방송을 지주회사로 한 아사히 그룹 홀딩스 주식회사 설립. 이와 더불어 라디오 부문과 텔레비전 부문이 분사하면서 텔레비전 콜사인이 JOAY-DTV로 변경.

## 텔레비전

### 텔레비전 네트워크 변천사
- 1956년 12월 1일 - 오사카 TV 방송에서 텔레비전 방송 개시.니혼TV·라디오도쿄(KRT)와 네트워크 관계를 맺는다.
- 1958년 8월 28일 - 요미우리 TV 방송이 개국하면서 아사히 신문 뉴스·마이니치 신문 뉴스 이외의 니혼TV 프로그램이 요미우리TV로 이행하면서 라디오도쿄 계열 방송국이 된다.
- 1959년 3월 1일 - 마이니치 방송이 텔레비전 방송을 시작.이로 인해 마이니치신문 뉴스와 스폰서 사정으로 일부 라디오도쿄 프로그램이 이행했다.이 날부터 아사히 방송 산하로 들어가서 이름을 아사히방송 오사카TV(ABC-OTV)로 개칭.
- 1959년 6월 1일 - 아사히 방송에 흡수 합병되어 아사히 방송 TV가 된다.
- 1959년 8월 1일 - 뉴스 네트워크 JNN에 가맹.이 날부터 전국 뉴스 방송은 JNN 프로그램만 방송되지만 모회사인 아사히 신문 협력에 의한 뉴스 프로그램 아사히 신문 뉴스가 계속 방송되었다.이 프로그램은 사실상, NET-TV로 방송되고 있던 NET뉴스(현재의 ANN뉴스)와 같은내용이었다.
- 1960년 2월 1일 - 4사 연맹(1개월 후에 5사연맹이 된다.)에 가맹하면서 라디오도쿄의 완전가맹국이 된다.
- 1974년 6월 23일 - 신문자본관계에 의한 중심국 재편성 완료
- 1974년 11월 18일 - 아사히 신문의 의향과 (당시 아사히 신문은 아사히 방송과 NET 사이에 네트워크 관계를 맺어주고 싶어했다.) 아사히 방송과 도쿄 방송, NET의 수뇌하에 네트워크 교환 협상을 채결. 이로써 도쿄방송에서 「1975년 3월 30일로서 아사히방송과의 네트워크 관계를 단절하고 다음날부터 마이니치 방송과 네트워크 관계를 맺는다.」는 통고를 받는다.
- 1975년 3월 31일 - 네트워크 변경에 의해 JNN과 5사 연맹을 탈퇴하는 대신 ANN에 가입. 그러나 라디오 부문에서는 도쿄 방송과 계속 네트워크 관계를 맺고 있다.

### 특징
- TBS와 네트워크를 맺던 시기의 경우 TBS의 심야 프로그램 중지 등 일부 경우를 제외하면 비교적 네트워크 중심방송국과의 관계는 양호했으나 75년 실시한 네트워크 변경 이후 새로운 네트워크 중심방송국이 된 NET 텔레비전→TV 아사히와의 관계는 매우 좋지 않았다.[1]
- 축구를 좋아하지 않는 간사이 지역의 분위기로 인해 축구관련 프로그램을 잘 방송하지 않으며 이는 다른 간사이지역 방송국들도 마찬가지이다.
- 1998년에서 1999년사이 TV아사히에서 방송되던 자니즈 사무소 연예인 출연 프로그램을 임의적으로 한신 타이거즈 야구중계로 바꿔 방송하면서 자니즈 사무소와 관계가 악화되었다.
- 1999년부터 2004년까지 방송국에서 지정한 기업이나 상품에 대해 시청자가 제작한 광고를 모집해, 그 중 우수작을 아사히 방송에서 방송하는 「ABC 디지털·다빈치 CGCM 그랑프리」가 매년봄에 개최되었다.
- 디지털 텔레비전 가상 채널번호로 사용하는 번호는 ANN계열 방송국에서 사용하는 5번이 아닌 아날로그 텔레비전 시절 중심채널로 사용한 6번이다.

## 라디오

### 개요
- 1958년 6월, 라디오 도쿄(JOKR. 현재의 TBS 라디오)와의 넷이 연결되어 매주 수요일에는 동서 동시 방송을 실시.라디오 도쿄와 공동 제작을 실시하고 있었다.
  - 1965년 5월 2일 JRN에 참가. 다음날 5월 3일 이뤄진 NRN 결성당시 NRN에도 가입했다.
  - 이후 크로스넷 방송국임에도 불구하고 자사제작 비율을 높이고 있다.
- 보도 프로그램의 경우 1975년 3월까지 JRN의 뉴스를 방송하고 있었지만, 텔레비전 네트워크 교환에 의해 지금은 아사히 신문사 협력을 받으면서 자사제작을 하고 있다.
- 전국 고교야구 선수권 대회(일명 코시엔)이 시작되면 폐회식까지 모든 경기를 중계하기 때문에 통상적으로 방송되는 프로그램은 모두 일시 중단된다.

### 주파수
| 방송국               | 주파수   | 출력  | 콜사인 | 비고                                                                                       |
| -------------------- | -------- | ----- | ------ | ------------------------------------------------------------------------------------------ |
| 오사카 방송국        | 1008 kHz | 50 kW | JONR   |                                                                                            |
| 교토 방송국          | 1008 kHz | 300W  | -      | OBC·MBS와 송신소를 같이 쓰고 있다. 교토지역 난청 개선을 위해 1997년 4월 1일부터 운용 개시. |
| 이코마 FM 보완중계국 | 93.3 MHz | 7 kW  | -      | 아사히 방송 텔레비전 송신소에 병설되어있다.                                                |

## 오사카부에 있는 다른 방송국

### 텔레비전 방송국
- NHK 오사카 방송국(라디오 겸영)
- 마이니치 방송(MBS)(TV는 도쿄 방송 계열, 라디오는 JRN&NRN계열)
- 간사이 TV 방송(KTV)(후지 TV 계열)
- 요미우리 TV 방송(ytv)(니혼 TV 계열)
- TV 오사카(TVO)(TV 도쿄계열, 오사카부만 방송구역)

### 라디오 방송국
- 오사카 방송(OBC, 애칭 라디오 오사카, NRN계열)
- FM 오사카(JFN 계열, 오사카부만 방송구역)
- FM802(JAPAN FM LEAGUE 계열, 오사카부만 방송구역)
- 간사이 인터미디어(MegaNet 계열, 간사이 지방 일부지역이 방송구역에 포함)

## 같이 보기
- 오사카 타워